# Superintendentura Poznań Ewangelickiego Kościoła Unijnego
Superintendentura Poznań Ewangelickiego Kościoła Unijnego – jednostka organizacyjna Ewangelickiego Kościoła Unijnego w Polsce istniejąca w okresie II Rzeczypospolitej i obejmująca grupę gmin kościelnych (zborów) czyli parafii tego Kościoła mająca siedzibę w Poznaniu.

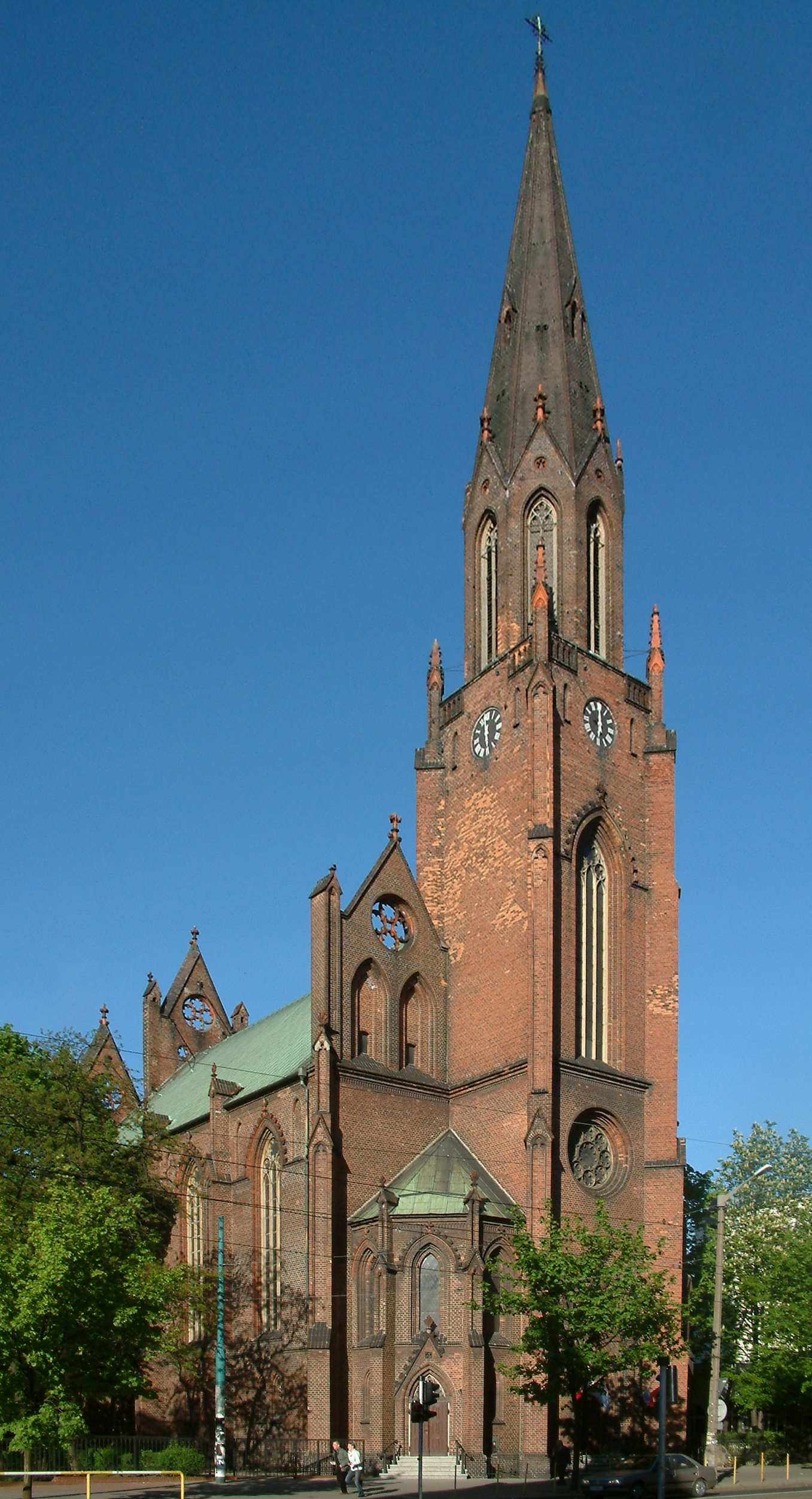
Dawny ewangelicki kościół Zbawiciela w Poznaniu przy ul. Fredry, obecnie katolicki kościół Najświętszego Zbawiciela

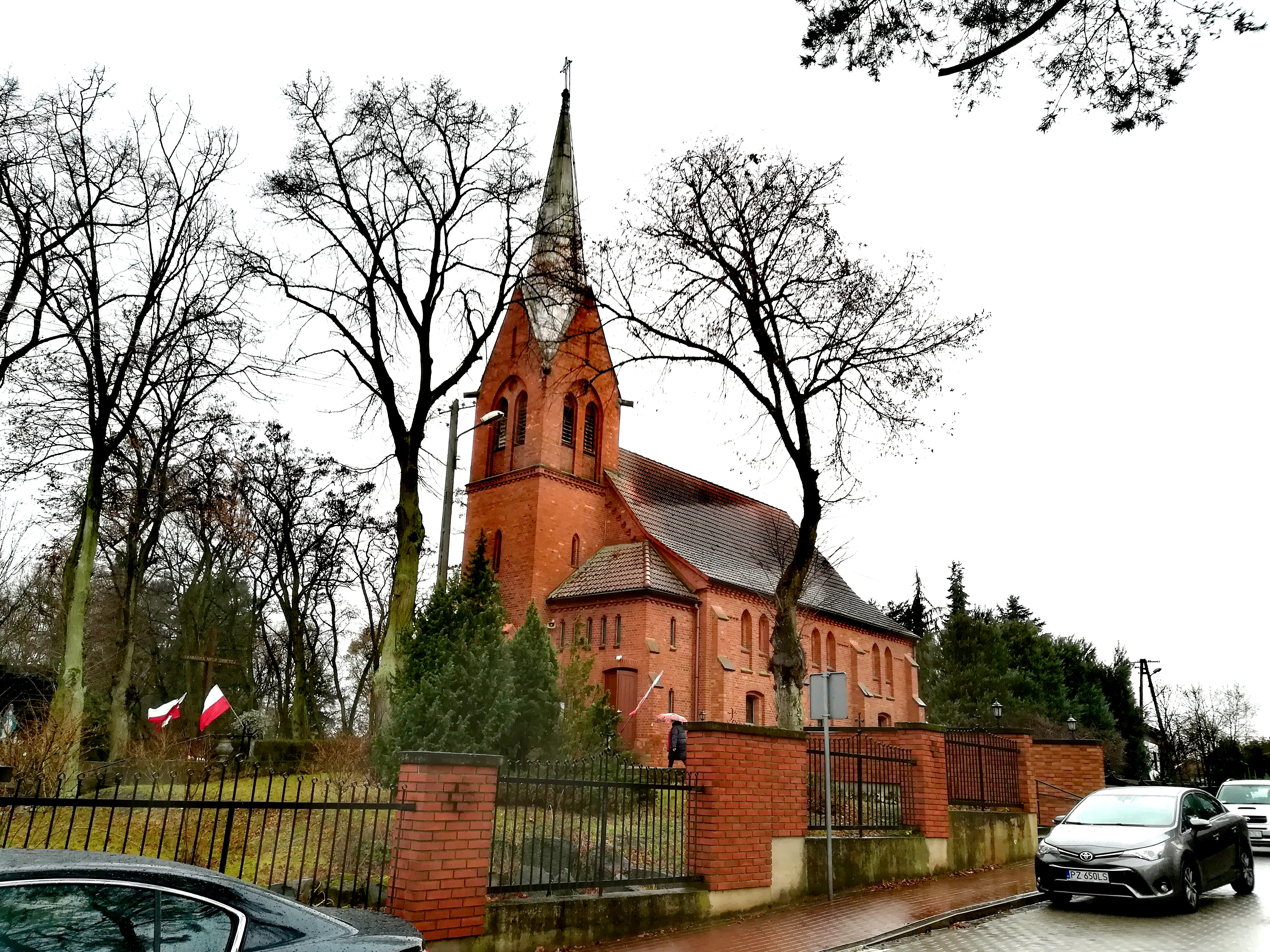
Dawny kościół ewangelicki w Jerzykowie, obecnie katolicki kościół Niepokalanego Serca Najświętszej Maryi Panny

| Parafia                        | Liczba wiernych (1937) |
| ------------------------------ | ---------------------- |
| Krosno pow. Mosina             | 860                    |
| Bnin pow. Śrem                 | 1004                   |
| Czempin pow. Kościan           | 280                    |
| Żabno pow. Śrem                | 289                    |
| Jerzykowo pow. Poznań          | 400                    |
| Kostrzyn pow. Środa            | 864                    |
| Starołęka pow. Poznań          | 160                    |
| Nekielka pow. Środa            | 494                    |
| Morasko pow. Poznań            | 293                    |
| Poznań (ul. Grobla 1)          | 1100                   |
| Zakrzewo pow. Poznań           | 229                    |
| Poznań (ul. Fredry)            | 800                    |
| Poznań (ul. Spokojna 13)       | 652                    |
| Poznań (ul. Szamarzewskiego 3) | 700                    |
| Poznań (Wierzbięcice 45)       | 914                    |
| Pobiedziska-miasto pow. Poznań | 700                    |
| Środa                          | 167                    |
| Dominowo pow. Środa            | 216                    |
| Swarzędz pow. Poznań           | 774                    |
| Stęszew pow. Poznań            | 248                    |
| Września                       | 615                    |
| Podwęgierki pow. Września      | 820                    |
| Żabikowo pow. Poznań           | 207                    |